# Darskowo (Malechowo)
Darskowo (deutscher Name Limbrechtshof) ist eine Ortschaft in der polnischen Woiwodschaft Westpommern und gehört zur Gmina (Landgemeinde) Malechowo (Malchow) im Kreis Sławno (Schlawe).

## Geografische Lage
Darskowo liegt 14 Kilometer südwestlich der Kreisstadt Sławno (Schlawe) und ist über Lejkowo (Leikow) an der Straße Sławno – Laski (Latzig) – Jacinki (Jatzingen) – Polanów (Pollnow) zu erreichen. Bis 1945 bestand durch die Station Leikow Anschluss an die Kleinbahnstrecke Schlawe–Pollnow der Schlawer Bahnen.

## Geschichte
Das Gut Limbrechtshof wurde bis 1934 als Vorwerk des Gutes Klein Soltikow (heute polnisch: Sulechówko) bewirtschaftet. Danach kam es an die Pommersche Landgesellschaft, die dort zum 1. Januar 1936 13 Siedlerstellen in einer Größe von 15 Hektar schuf.
Limbrechtshof war vor 1945 ein Ortsteil der Gemeinde Leikow (Lejkowo) und gehörte zum Amtsbezirk Soltikow (Sulechowo). In Soltikow war auch das Standesamt, während das zuständige Amtsgericht in Schlawe stand. Der kleine Gutsort lag somit im Landkreis Schlawe i. Pom. im Regierungsbezirk Köslin.
Nach dem Zweiten Weltkrieg kam der Ort an Polen und wurde als Darskowo Teil der Gmina Malechowo im Powiat Sławieński der Woiwodschaft Westpommern (bis 1998 Woiwodschaft Köslin).

## Kirche
Limbrechtshof gehörte bis 1945 zur evangelischen Kirchengemeinde Klein Soltikow (Sulechówko) im Kirchspiel Nemitz (Niemica). Es lag im Kirchenkreis Rügenwalde (Darłowo) der Kirchenprovinz Pommern der Kirche der Altpreußischen Union.
Heute ist der Ort Teil des katholischen Parafia Sulechówko im Bistum Koszalin-Kołobrzeg. Die evangelischen Einwohner werden vom Pfarramt in Koszalin (Köslin) in der Diözese Pommern-Großpolen der Evangelisch-Augsburgischen Kirche betreut.

## Schule
Der Ort hatte keine eigene Schule. Die Kinder von Limbrechtshof besuchten vor 1945 die Dorfschule in Leikow.